# اسدآباد خورین
اسدآباد خورین، روستایی از توابع بخش کوهین شهرستان قزوین در استان قزوین ایران است.دارای اب وهوای سرد در زمستان وتابستانی خنک می باشد.دارای محصولات دیم کشاورزی گندم جو عدس نخود ومحصولات باغی گردو بادام  و دامپروری سنتی می باشد.فاصله آن تاشهر قزوین ۳۵کیلومتر است.این روستا اصالتا ترک نشین است. در گذشته از روستا های همجواربه این روستا، مها جر ت هایی صورت گرفته است.ساکنین ان به زبان ترکی و کردی وفارسی گویش دارند.گروسی .ذوالقدر .علیپور. افشار. غیاثوند و....از اسامی فامیلی این روستا میباشد.دارای جاده آسفالته می باشد.تا بخش کوهین ۴ کیلومتر فاصله دارد.دارای آب لوله کشی وگاز  وبرق می باشد.دارای یک تپه باستانی به ثبت رسیده از طرف اداره میراث فرهنگی می باشد.

## جمعیت
این روستا در دهستان ایلات قاقازان غربی قرار دارد و براساس سرشماری مرکز آمار ایران در سال ۱۳۹۰، جمعیت آن ۵۵ نفر (۱۷خانوار) بوده‌است.